# Tout cela je te le donnerai
Production
Diffusion
Tout cela je te le donnerai est une série télévisée française réalisée par Nicolas Guicheteau d'après un scénario de Pascal Fontanille, Françoise Charpiat et Karine Lollichon, et diffusée en Belgique depuis le 21 janvier 2024 sur La Une, en Suisse depuis le 2 février 2024 sur RTS 1 et en France depuis le 7 février 2024 sur France 2.
Cette fiction, qui est une adaptation du roman espagnol de Dolores Redondo Todo esto te daré paru en 2016 chez Fleuve éditions, est une coproduction d'Incognita, Las Niñas Pictures, Room 237, HDC et France Télévisions pour France 2,, réalisée avec la participation de la RTBF (télévision belge) et de la Radio télévision suisse (RTS).

## Synopsis
Aymeric Fabre de Castelmore meurt la nuit dans un accident de la route en Provence. À l'aube, à Paris, la police réveille l'écrivain Manuel Ortigosa, lauréat du prix Goncourt, pour lui annoncer le décès de son mari, qu'il croyait à Bruxelles.
Contacté par Maître Grignan, le notaire d'Aymeric, Manuel se rend en voiture à Peyrolles-en-Provence pour assister à la lecture du testament du défunt. L'accueil de la famille, emmenée par Cécile et Joffrey Fabre de Castelmore, est glacial : la famille, qui ignorait l'existence de Manuel, a d'abord une réaction homophobe, avant de sombrer dans la sidération et la colère lorsque Maître Grignan explique que Manuel devient l'unique propriétaire du domaine des Fabre de Castelmore, car Aymeric avait épongé toutes les dettes et hypothèques de la famille quelques années auparavant.
Pendant ce temps, le lieutenant Richard Saugier et la légiste Ophélie Weiss font des constatations qui les amènent à mettre en doute la nature accidentelle de la mort : Aymeric Fabre a fait une sortie de route en pleine ligne droite sans aucune trace de freinage, sa voiture présente des traces de peinture blanche à l'arrière et son corps porte une trace suspecte au niveau de l'abdomen. Mais le procureur s'empresse de classer l'affaire comme simple accident dès que le nom de la victime est connu.
Face au mépris de la famille Fabre de Castelmore et vu le passé qu'Aymeric lui a caché pendant 12 ans de vie commune, Manuel Ortigosa annonce à Maître Grignan qu'il renonce à l'héritage, mais il change d'avis après un entretien avec le lieutenant et la légiste, qui lui font part de leurs soupçons : le lieutenant pense que la voiture d'Aymeric a été poussée et balancée dans le décor par un autre véhicule et la légiste suspecte que la plaie à l'abdomen pourrait résulter d'un coup porté avec une arme blanche. Mais elle n'a pas pu finaliser son autopsie à cause de l'intervention du procureur.
Avec l'aide de Richard Saugier et d'Ophélie Weiss, Manuel découvre petit à petit les lourds secrets de la famille Fabre de Castelmore et finit par comprendre pourquoi Aymeric a fait de lui son légataire universel.

## Distribution

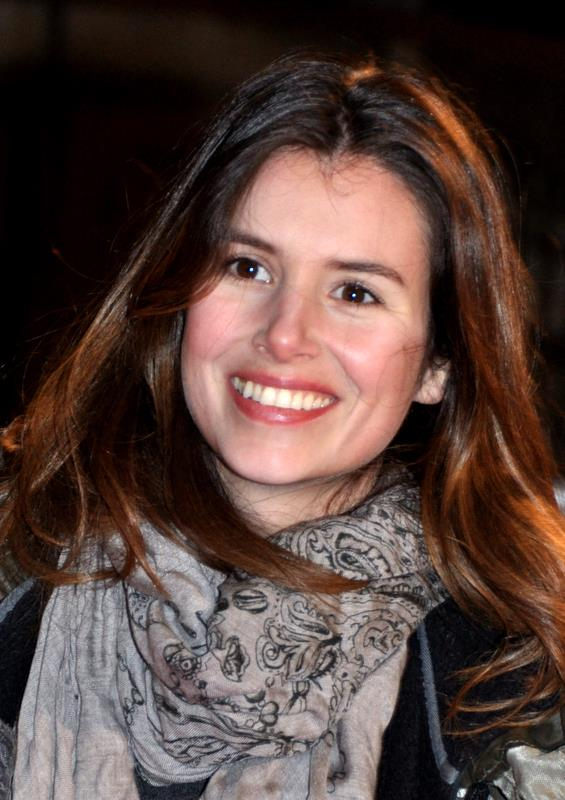
Louise Monot.

### Famille Fabre de Castelmore
- Nicole Calfan : Cécile Fabre de Castelmore, marquise de Fontaresse, mère d'Aymeric, Joffrey et Enguerrand
- Didier Bourguignon : feu Arsène Fabre de Castelmore, marquis de Fontaresse
- Alexis Loret : Aymeric Fabre de Castelmore
- Aurélien Wiik : Joffrey Fabre de Castelmore
- Nicolas Dupont : Enguerrand Fabre de Castelmore, frère cadet décédé d'Aymeric et Joffrey
- David Kammenos : Manuel Ortigosa, époux d'Aymeric et écrivain, lauréat du prix Goncourt
- Louise Monot : Catherine, l'épouse de Joffrey
- Philypa Phoenix : Elisa, la compagne d'Enguerrand
- Alexander Mari-McSween : Arsène, le fils d'Elisa et d'Enguerrand
- Franck Libert : Arsène Fabre de Castelmore en 1994
- Ely Laurenty : Aymeric enfant en 1994
- Gabin Visona : Joffrey enfant en 1994
- Tom Fleurial : Enguerrand enfant en 1994

### Entourage de la famille Fabre de Castelmore
- Annie Grégorio : Hermine, la gouvernante
- François-Dominique Blin : Guillaume Soubeyrand, le régisseur du domaine viticole de Fontaresse
- Mélanie Maudran : Alexia Tournier, l'œnologue du domaine
- Sarah Saidi : Stella, la jeune gouvernante
- Anne-Juliette Vassort : Hermine jeune en 1994

### Police et Gendarmerie
- Alban Casterman : capitaine Bresson, de la gendarmerie de Peyrolles-en-Provence
- Bruno Solo : lieutenant Richard Saugier, de la gendarmerie de Peyrolles-en-Provence
- Sophie Cattani : Ophélie Weiss, la médecin légiste
- Nathan Dellemme : officier de la Police nationale à Paris

### Église
- Lionel Erdogan : père Lucas, le prêtre de la famille Fabre de Castelmore
- Dominique Ratonnat : l'abbé Armand, supérieur de Lucas
- Philippe Levy : l'abbé Armand en 1994
- Victor Sansano : frère Bonaventure

### Autres personnages
- Patrick Albenque : Maître Grignan, notaire d'Aymeric Fabre de Castelmore
- Malik Elakehal El Miliani : Alexandre Derval, clerc de notaire
- Anne Décis : Laura Saugier, l'épouse de Richard Saugier
- Lucie Fruttero : Julia, la fille aînée de Richard et Laura
- Joy Chauvin : Lou, la fille cadette de Richard et Laura
- Clara de Gasquet : Heïdi, la prostituée
- Laurence Saint Louis Augustin : Laurence, l'éditrice de Manuel Ortigosa
- Danielle Stefan : l'infirmière Brigitte Tournier
- Blandine Papillon : l'infirmière Brigitte Tournier en 1994
- Belkacem Tir : Karim
- Valérie Leboutte : Marie
- Christiane Conil : Tante Rose

## Production

### Genèse et développement
La série, qui est adaptée du roman espagnol de Dolores Redondo Todo esto te daré, est créée et écrite par Pascal Fontanille, Françoise Charpiat et Karine Lollichon, et réalisée par Nicolas Guicheteau,,.

### Attribution des rôles
David Kammenos interprète l'écrivain parisien Manuel Ortigosa. Il explique : « Le poids du secret est tel chez les victimes qu'il y a une sorte d'injonction à se taire, à tout mettre sous le tapis. La série parle des dégâts infligés à ceux que l'on veut réduire au silence. Toutes ces violences, ces abus… ». évoquant le roman espagnol de Dolores Redondo, qui a inspiré la série, l'acteur déclare : « L'Espagne est très en avance sur nous. Pas uniquement sur l'homosexualité, mais sur les diverses représentations de ce qu'est un homme ».

### Tournage
Le tournage de la série a lieu du 20 mars au 8 juin 2023 dans le département français des Bouches-du-Rhône en région Provence-Alpes-Côte d'Azur,,. Cette série a été notamment tournée dans les communes d'Aix-en-Provence, Beaurecueil, Marseille, Martigues, Pertuis, Le Puy-Sainte-Réparade et Simiane-Collongue.
L'aqueduc de Roquefavour, en cours de travaux de 2020 à 2024, est visible dans quelques passages de la série.

### Fiche technique
Sauf indication contraire, les informations mentionnées dans cette section peuvent être confirmées par les bases de données cinématographiques IMDb et Allociné,  présentes dans la section « Liens externes ».
- Titre français : Tout cela je te le donnerai
- Genre : Drame, Policier
- Production : Édouard de Vésinne, Florent Gellie, Caroline Dhainaut, Rémy Diaz et Bettina Hautier[2],[3],[8]
- Sociétés de production : Incognita, Las Niñas Pictures, Room 237, HDC et France Télévisions[2],[8]
- Réalisation : Nicolas Guicheteau[2],[3],[8]
- Scénario : Pascal Fontanille, Françoise Charpiat et Karine Lollichon[2],[3],[8]
- Musique : Erwann Kermorvant[2],[8]
- Décors : Bruno Margery[8]
- Costumes : Mélanie Gautier
- Photographie : Jérôme Carles[8]
- Son : Lionel Dousset[8]
- Montage : Christine Lucas Navarro et Thaddée Bertrand[8]
- Maquillage : Karine Genet
- Pays de production :  France
- Langue originale : français
- Format : couleur
- Nombre de saisons : 1
- Nombre d'épisodes[2] : 6
- Durée : 52 minutes[2]
- Dates de première diffusion :
  - Belgique : 21 janvier 2024 sur La Une[9],[10],[11]
  - Suisse : 2 février 2024 sur RTS 1
  - France : 7 février 2024 sur France 2[1],[12]

## Accueil

### Audiences et diffusion

#### En Belgique
En Belgique, la série est diffusée les dimanches vers 20 h 50 sur La Une par salve de deux épisodes du 21 janvier au 4 février 2024,,.
| Épisode              | Diffusion                | Diffusion            | Audience moyenne          | Audience moyenne | Réf.   |
| Épisode              | Jour                     | Horaire              | Nombre de téléspectateurs | Classement       | Réf.   |
| -------------------- | ------------------------ | -------------------- | ------------------------- | ---------------- | ------ |
| 1                    | Dimanche 21 janvier 2024 | 20 h 50 - 21 h 50    | 336 916                   | 1er              | [ 13 ] |
| 2                    | Dimanche 21 janvier 2024 | 21 h 50 - 22 h 50    | 336 916                   | 1er              | [ 13 ] |
| 3                    | Dimanche 28 janvier 2024 | 20 h 50 - 21 h 50    | 341 337                   | 1er              | [ 14 ] |
| 4                    | Dimanche 28 janvier 2024 | 21 h 50 - 22 h 50    | 341 337                   | 1er              | [ 14 ] |
| 5                    | Dimanche 4 février 2024  | 20 h 50 - 21 h 50    | 387 094                   | 1er              | [ 15 ] |
| 6                    | Dimanche 4 février 2024  | 21 h 50 - 22 h 50    | 387 094                   | 1er              | [ 15 ] |
|                      |                          |                      |                           |                  |        |
| Moyenne de la saison | Moyenne de la saison     | Moyenne de la saison | 355 115                   | 1er              |        |

- Les plus hauts chiffres d'audience
- Les plus bas chiffres d'audience

#### En France
En France, la série est diffusée les mercredis vers 21 h 10 sur France 2 par salve de deux épisodes du 7 au 21 février 2024,.
| Épisode              | Diffusion                | Diffusion            | Audience moyenne          | Audience moyenne                       | Audience moyenne         | Audience moyenne | Réf.   |
| Épisode              | Jour                     | Horaire              | Nombre de téléspectateurs | Part de marché (sur les 4 ans et plus) | Part de marché (FRDA-50) | Classement       | Réf.   |
| -------------------- | ------------------------ | -------------------- | ------------------------- | -------------------------------------- | ------------------------ | ---------------- | ------ |
| 1                    | Mercredi 7 février 2024  | 21 h 10 - 21 h 55    | 3 910 000                 | 19,3 %                                 | 5,2 %                    | 1er              | [ 16 ] |
| 2                    | Mercredi 7 février 2024  | 21 h 55 - 22 h 45    | 3 910 000                 | 21,6 %                                 | 5,2 %                    | 1er              | [ 16 ] |
| 3                    | Mercredi 14 février 2024 | 21 h 10 - 21 h 55    | 3 410 000                 | 17,1 %                                 | 3,9 %                    | 1er              | [ 17 ] |
| 4                    | Mercredi 14 février 2024 | 21 h 55 - 22 h 45    | 3 250 000                 | 18,4 %                                 | 3,9 %                    | 1er              | [ 17 ] |
| 5                    | Mercredi 21 février 2024 | 21 h 10 - 21 h 55    | 3 370 000                 | 17,1 %                                 | 4,2 %                    | 1er              | [ 18 ] |
| 6                    | Mercredi 21 février 2024 | 21 h 55 - 22 h 45    | 3 160 000                 | 18,1 %                                 | 4,2 %                    | 1er              | [ 18 ] |
|                      |                          |                      |                           |                                        |                          |                  |        |
| Moyenne de la saison | Moyenne de la saison     | Moyenne de la saison | 3 500 000                 | 18,6 %                                 | 4,4 %                    | 1er              | [ 19 ] |

- Les plus hauts chiffres d'audience
- Les plus bas chiffres d'audience